# Jan Reuvens
Jan Everhard Reuvens (Haarlem, 2 november 1763 - Brussel, 22 juli 1816) was een Nederlands jurist, agent (minister) en hoge rechter aan het einde van de 18e eeuw en begin 19e eeuw.

## Biografie
Na het afronden van de Latijnse school in Haarlem ging de zoon van Anthony en Catharina Reuvens, na een intermezzo van een jaar, in 1776 studeren in Leiden. Daar promoveerde hij in 1784 op dissertatie, en werd hij advocaat in zijn geboortestad Haarlem. In 1795 werd Reuvens lid van de provisionele raad van Haarlem, slechts voor de duur van een maand, want daarna werd hij benoemd als raadsheer bij het Hof van Holland en Zeeland, en verhuisde hij naar Den Haag. In 1799 werd hij benoemd tot agent van Justitie, een functie vergelijkbaar met die van minister, tot hij in 1802 werd benoemd tot president van het Nationaal Gerechtshof. Dit zou hij blijven tot 1808. In 1806 werd hij ook benoemd als lid van de Staatsraad, afwisselend in buitengewone en gewone dienst. In 1810 werd hij, eerst ad interim, later volledig, tot minister-vicepresident benoemd van deze Staatsraad. Hierna zou hij, van de Franse inlijving tot de terugkeer van de Oranjes in Nederland, diverse hoge ambtelijk-gerechtelijke functies bekleden, zowel binnen Nederland als later in Parijs. Na de installatie van de soeverein vorst Willem I werd hij ook in de nieuwe staatsstructuur tot hoge rechter benoemd - dit keer belast met de noordelijke helft van de Verenigde Nederlanden.
Reuvens heeft de hand gehad in diverse herschrijvingsprojecten van wetboeken, waarbij hij een (Noord-Nederlandse) strenge morele lijn voorstond, wat hem in aanvaring bracht met Zuidelijke Nederlanders. In het voorjaar van 1816 werd Reuvens door enkele Brusselse jongens beschuldigd van intimiteiten. Hij probeerde hierop zijn naam te zuiveren, waar hij niet in slaagde en pleegde vervolgens zelfmoord.
In 1808 is Reuvens benoemd tot commandeur in de Orde van de Unie.